# Luis Alberto Hernando
Luis Alberto Hernando Alzaga (* 22. September 1977 in Burgos) ist ein ehemaliger spanischer Biathlet, Skilangläufer, Trail- und Bergläufer. Er nahm insgesamt dreimal an Olympischen Winterspielen und Biathlon-Weltmeisterschaften teil.
Luis Alberto Hernando gab sein internationales Debüt 2002 im Rahmen von Wettkämpfen des Biathlon-Weltcups in Obertilliach. 2003 bestritt er in Hochfilzen sein erstes Rennen des Biathlon-Weltcups und wurde 112. des Sprints. Erstes Großereignis wurden die Biathlon-Weltmeisterschaften 2004 in Oberhof. Im Einzel wurde er 96. Anschließend startete Hernando in Östersund bei den Biathlon-Militärweltmeisterschaften 2004 und wurde 99. im Sprint und 24. mit der Militärpatrouille. 2005 wurde der Spanier bei der WM in Hochfilzen 101. im Einzel und 90. im Sprint. Die erfolgreichste Phase der Karriere war die Saison 2005/06. Hernando erreichte mehrfach Zweistellige Ergebnisse. Die besten Resultate erreichte er bei den Wettkämpfen der Olympischen Spiele 2006 von Turin. In Cesana San Sicario erreichte er Platz 80 im Einzel und 82 im Sprint. Seit den Olympischen Spielen hatte der Spanier keine internationalen Einsätze im Biathlon mehr.
Ab 2004, besonders aber von 2006 bis 2011, trat Hernando im Skilanglauf an. 2006 gewann er in Candanchú Bronze über 10 Kilometer bei den spanischen Meisterschaften. 2008 wurde er Vierter. Er trat drei Mal in Skilanglauf-Weltcups an, erreichte aber keine Platzierungen in Punktenähe.
Als Läufer gewann er drei Goldmedaillen bei den Trail World Championships (2016, 2017, 2018) und zwei Goldmedaillen bei den Skyrunning World Championships (2014, 2016). Nach einem zweiten Platz 2013 gelang es ihm, 2014 bis 2016 drei Mal in Folge die Transvulcania zu gewinnen. 2019 siegte er beim CCC im Rahmen des Ultra-Trail du Mont-Blanc.

## Biathlon-Weltcup-Platzierungen
Die Tabelle zeigt alle Platzierungen (je nach Austragungsjahr einschließlich Olympische Spiele und Weltmeisterschaften).
- 1.–3. Platz: Anzahl der Podiumsplatzierungen
- Top 10: Anzahl der Platzierungen unter den ersten zehn (einschließlich Podium)
- Punkteränge: Anzahl der Platzierungen innerhalb der Punkteränge (einschließlich Podium und Top 10)
- Starts: Anzahl gelaufener Rennen in der jeweiligen Disziplin

| Platzierung         | Einzel | Sprint | Verfolgung | Massenstart | Staffel | Gesamt |
| ------------------- | ------ | ------ | ---------- | ----------- | ------- | ------ |
| 1. Platz            |        |        |            |             |         |        |
| 2. Platz            |        |        |            |             |         |        |
| 3. Platz            |        |        |            |             |         |        |
| Top 10              |        |        |            |             |         |        |
| Punkteränge         |        |        |            |             |         |        |
| Starts              | 8      | 19     |            |             |         | 27     |
| Stand: Karriereende |        |        |            |             |         |        |